# Pinheiro Grande
Pinheiro Grande is een plaats (freguesia) in de Portugese gemeente Chamusca en telt 1 051 inwoners (2001).